# Jagari
Jagari, eller nattjägare, var enligt kroatisk folktro jägare och beskyddare av skogen i provinsen Bilogora. Det var klädda i gröna kläder, och hade gevär och pilbågar och kunde bli upp till 1,5 meter i längden. Det hade hundar som var små som möss, men var så högljudda att man kunde höra dem skälla på flera kilometers avstånd. När nattjägare jagade gjorde det ett "hoj-hoj"-ljud när det ropade, och var så snabba att ingen kunde höra deras fotsteg eller när det hoppade från gren till gren bland träden. Enligt folktro kunde man se dem året runt, men mest under hösten, och eftersom det var så tysta och snabba kunde det skrämma folk av misstag. Enligt vittnesmål, har många sagt att det har sett och stött på nattjägare, och enligt rapporterna har det försvunnit när första världskriget bröts ut.  